# Elin Unnes
Elin Cecilia Unnes, född den 20 februari 1979, är en svensk journalist och författare med inriktning på musik, populärkultur, mode och odling.
Unnes började 2000 som musikredaktör på tidskriften Darling och har senare varit chefredaktör för Vice i Skandinavien och tidningen Rodeo.
Efter flera år som musikkritiker på Svenska Dagbladet gick hon 2013 över till att skriva för Dagens Nyheter.
2014 debuterade Unnes som författare med boken The Secret Gardener (Natur och Kultur).
Hon medverkar regelbundet i Allt om Trädgård och PSL. År 2016 utkom hennes andra bok, Herbariet.